# نیکلاس تیچگربر
نیکلاس تیچگربر (انگلیسی: Niklas Teichgräber؛ زادهٔ ۷ فوریهٔ ۱۹۹۶) بازیکن فوتبال اهل آلمان است.
وی همچنین در تیم‌های ملی فوتبال Germany national under-16 football team و جوانان آلمان بازی کرده‌است.